# Вила Марија (винний завод)
Вілла Марія (мак. Вила Марија) — винний льох у місті Демірі Капія, Республіка Македонія.

## Історія
У 1928 році сербський король Олександр Караджорджевич вирішив побудувати винний льох та виноградники в Демірі Капії. На Балканах королівський виноробний завод в Демір Капія — найстаріший виноробний завод. Проект будівництва було передано королівському архітектору Олександру Дероко. Спочатку у родини Олександра Караджорджевича не було сімейної вілли, але за наполяганням королеви Марії побудували віллу. Розпочали її будівництво в 1931 році. В якості подарунка для вілли майстерня з керамічних виробів із Вршаца, Сербія, подарувала дві каріатиди висотою 2,80 м. В 1941 році керуючий маєтком поховав каріатиди для захисту від спустошення та грабежу. Під час глибокої оранки у 60-х роках їх знайшли і поставили перед входом у віллу. В 1931 році, коли були закладені основи церкви св. Богородиці, царське майно було введено в експлуатацію. На відстані 2 км від вілли побудована стайня для коней-липіцарів, на якій король залишався до 8 березня 1931 року. В 1934 році до цього маєтку прибула королева Марія.
У 2001 р., за пропозицією пана Звоніміра Будімірова — радника міського голови з питань культури та культурної спадщини, муніципальна рада вирішила передати майно під охорону Республіки Македонія. Будівля належить компанії «Еленова.» За проектом Інституту охорони пам'ятників культури Республіки Македонія вона була відновлена і введена в експлуатацію. На сьогодні Вілла Марія одна з найпривабливіших пропозицій для винного туризму в муніципалітеті Демір Капія та Македонії .

## Галерея

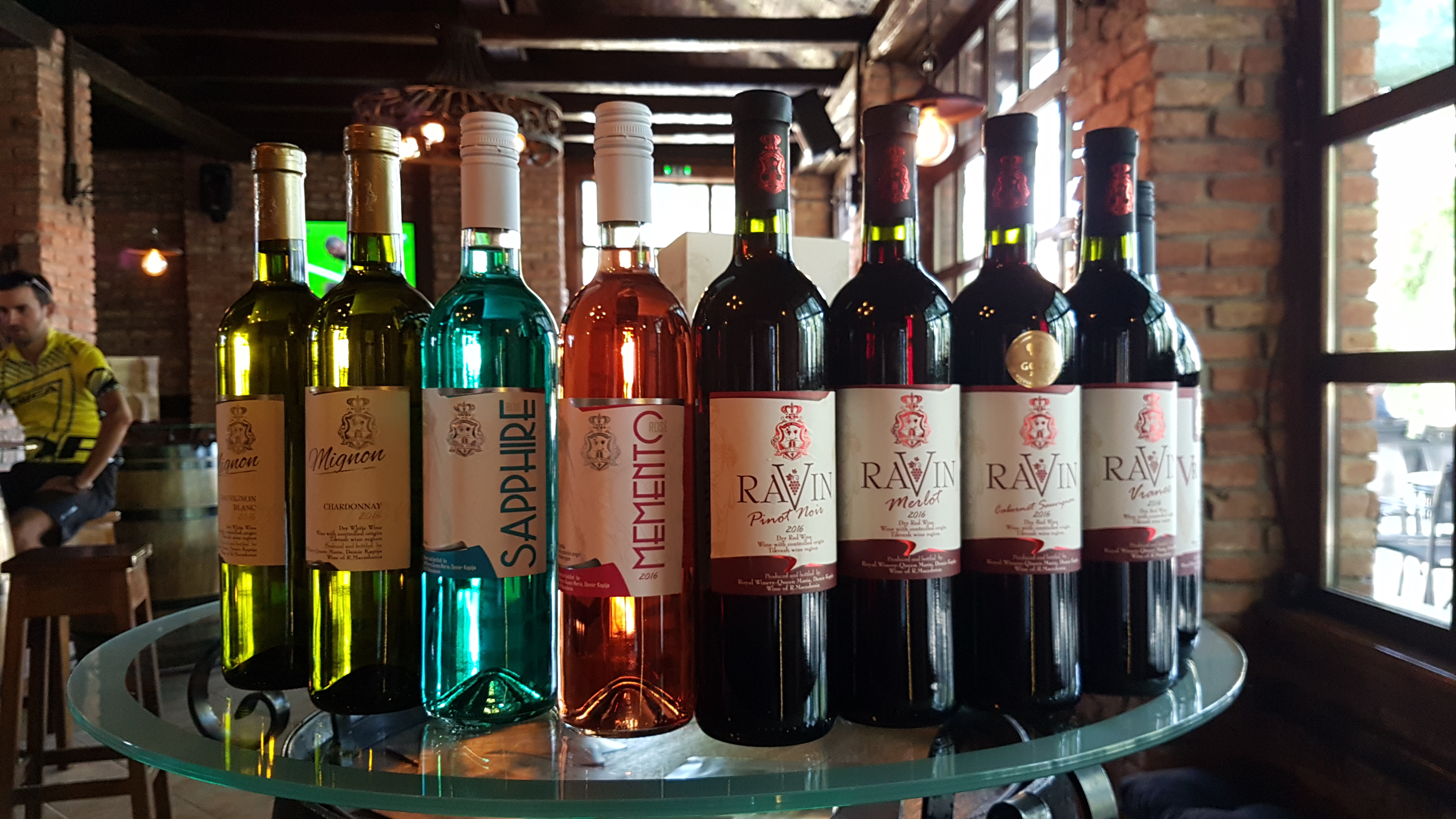
Вина від "Вілли Марії"
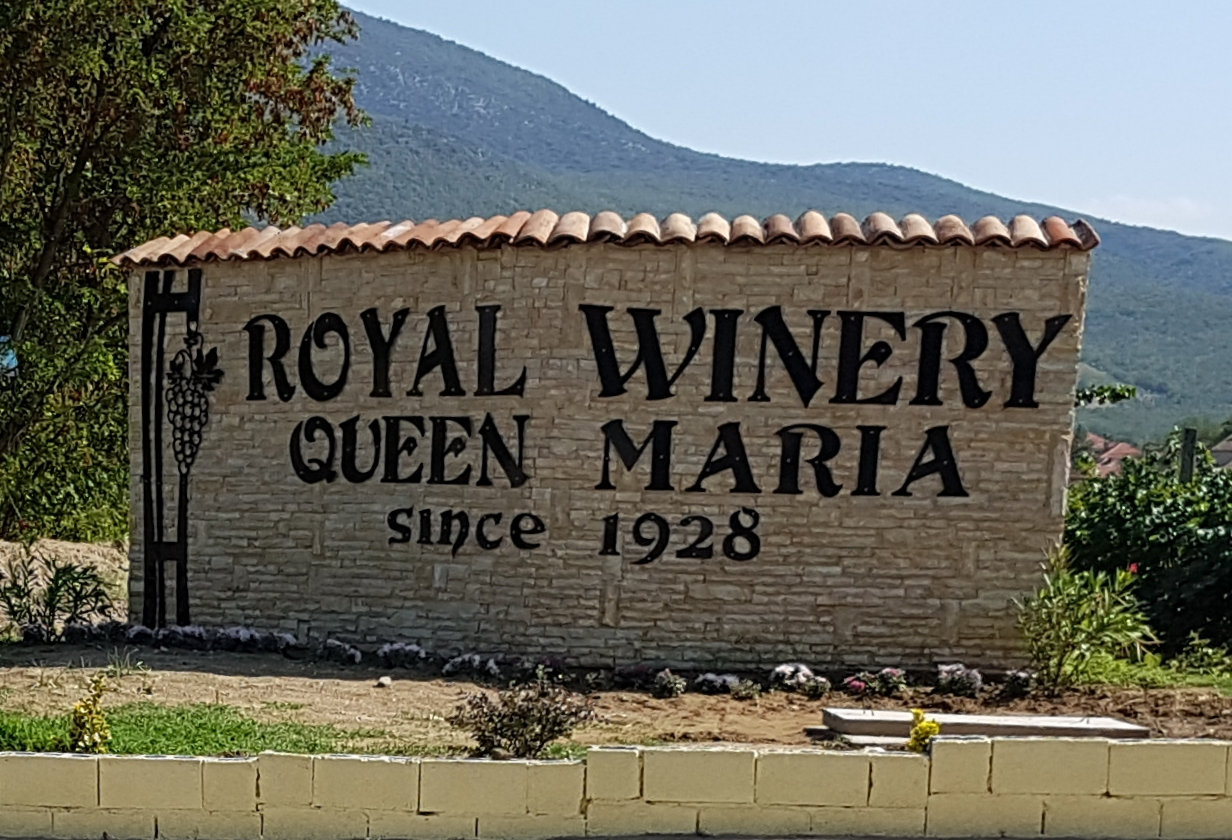
Напис на вході
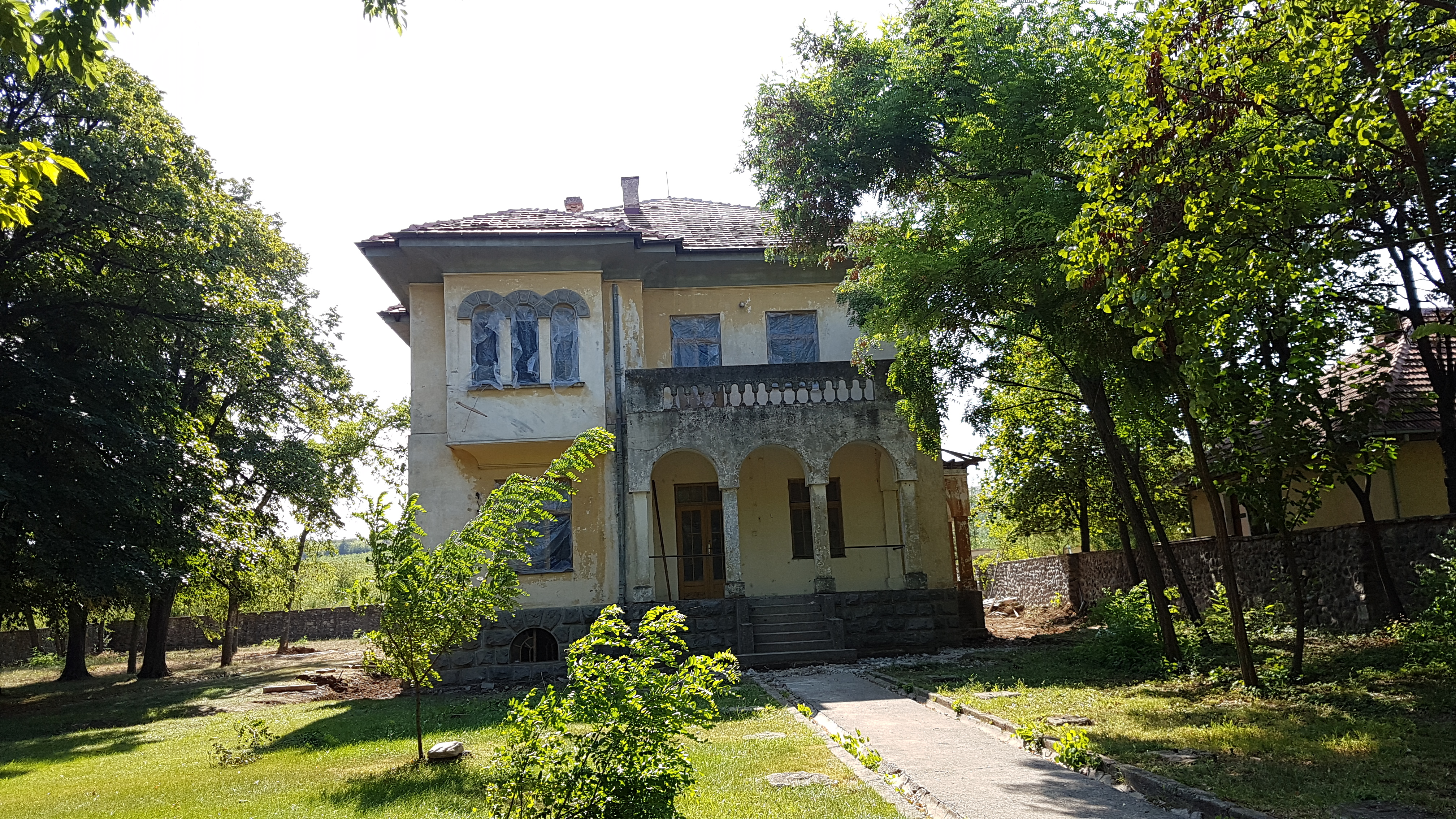
Стара будівля
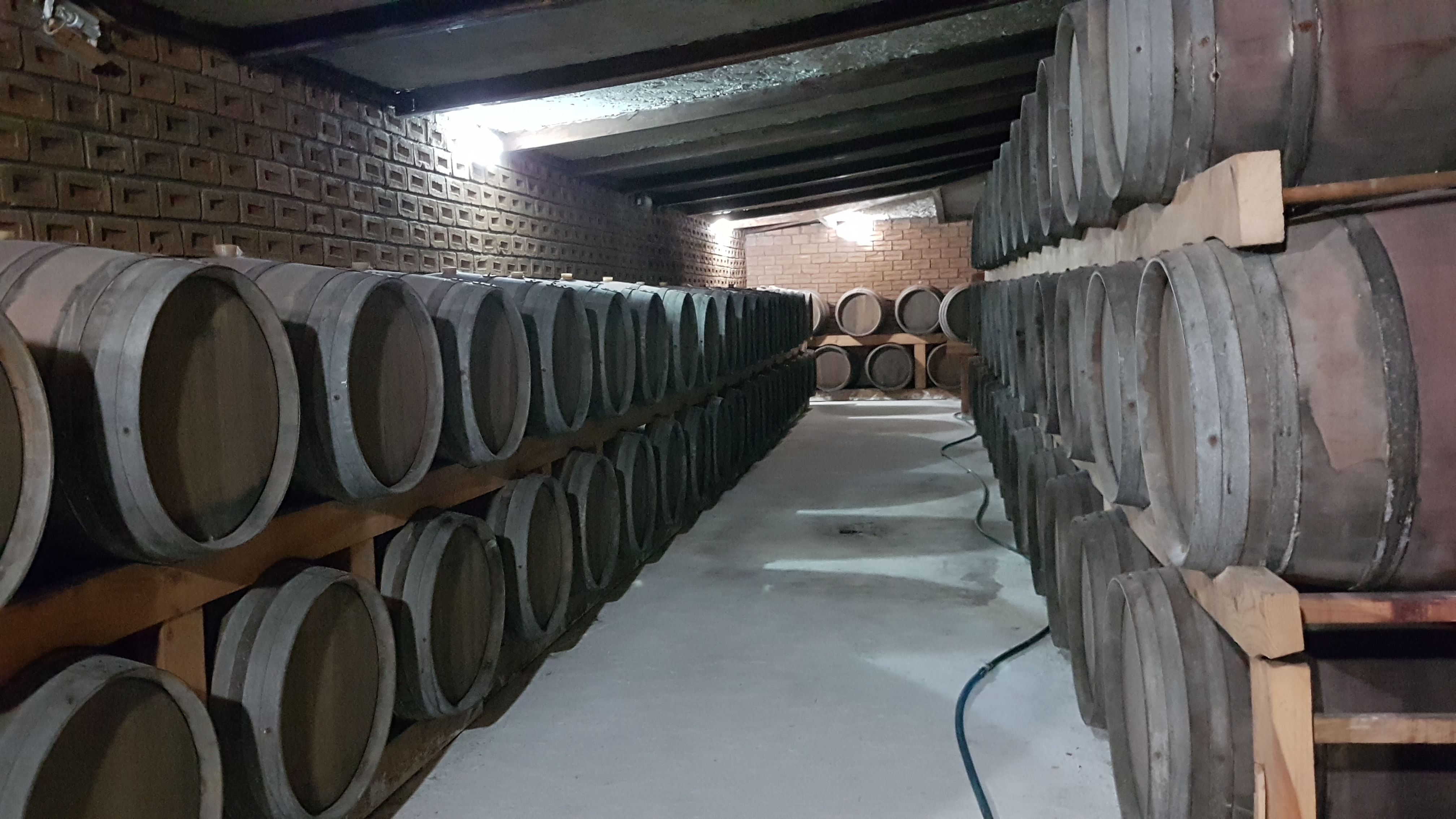
Бочки з вином у погребі
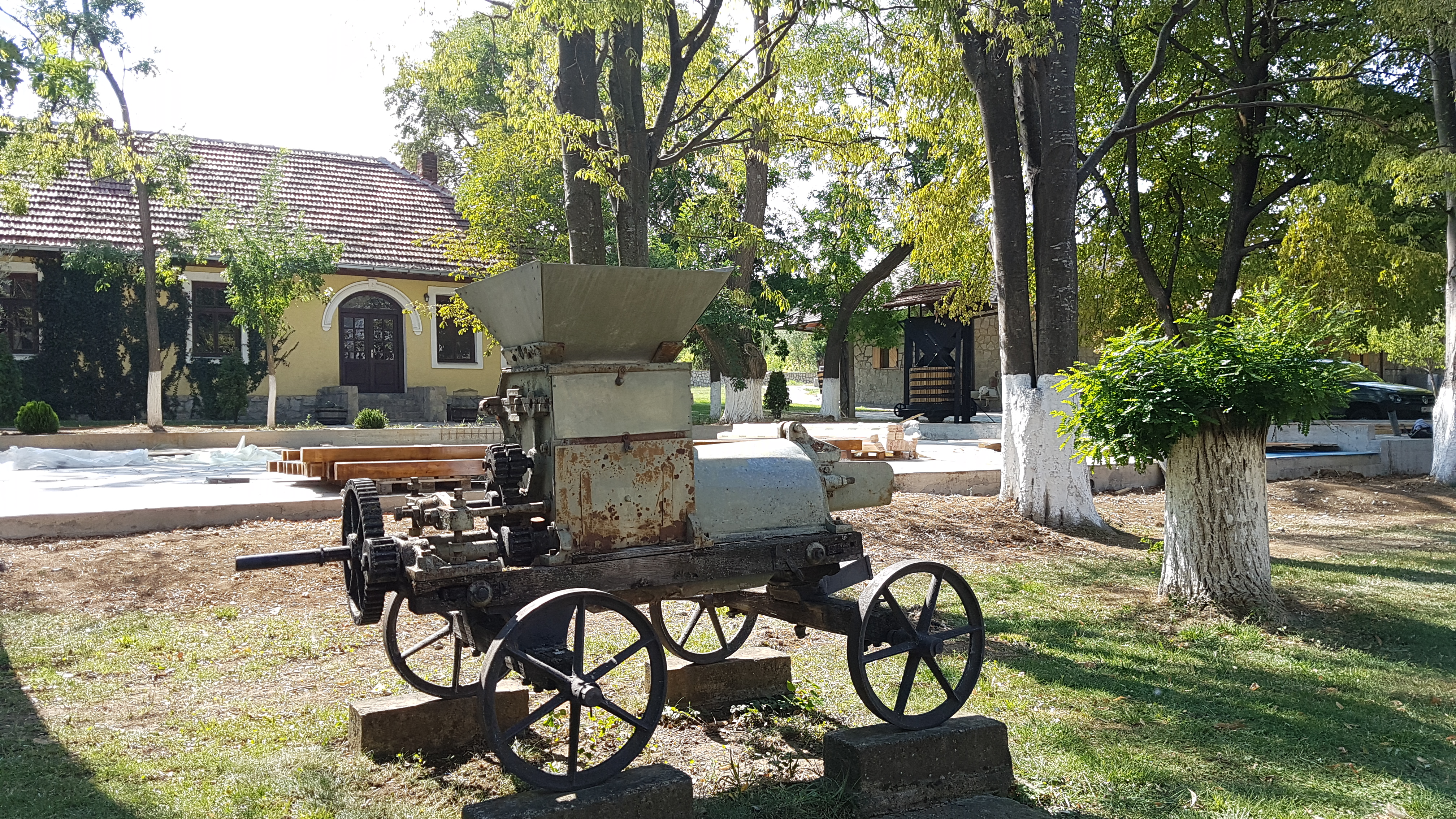
Стара машина для подрібнення винограду у дворі
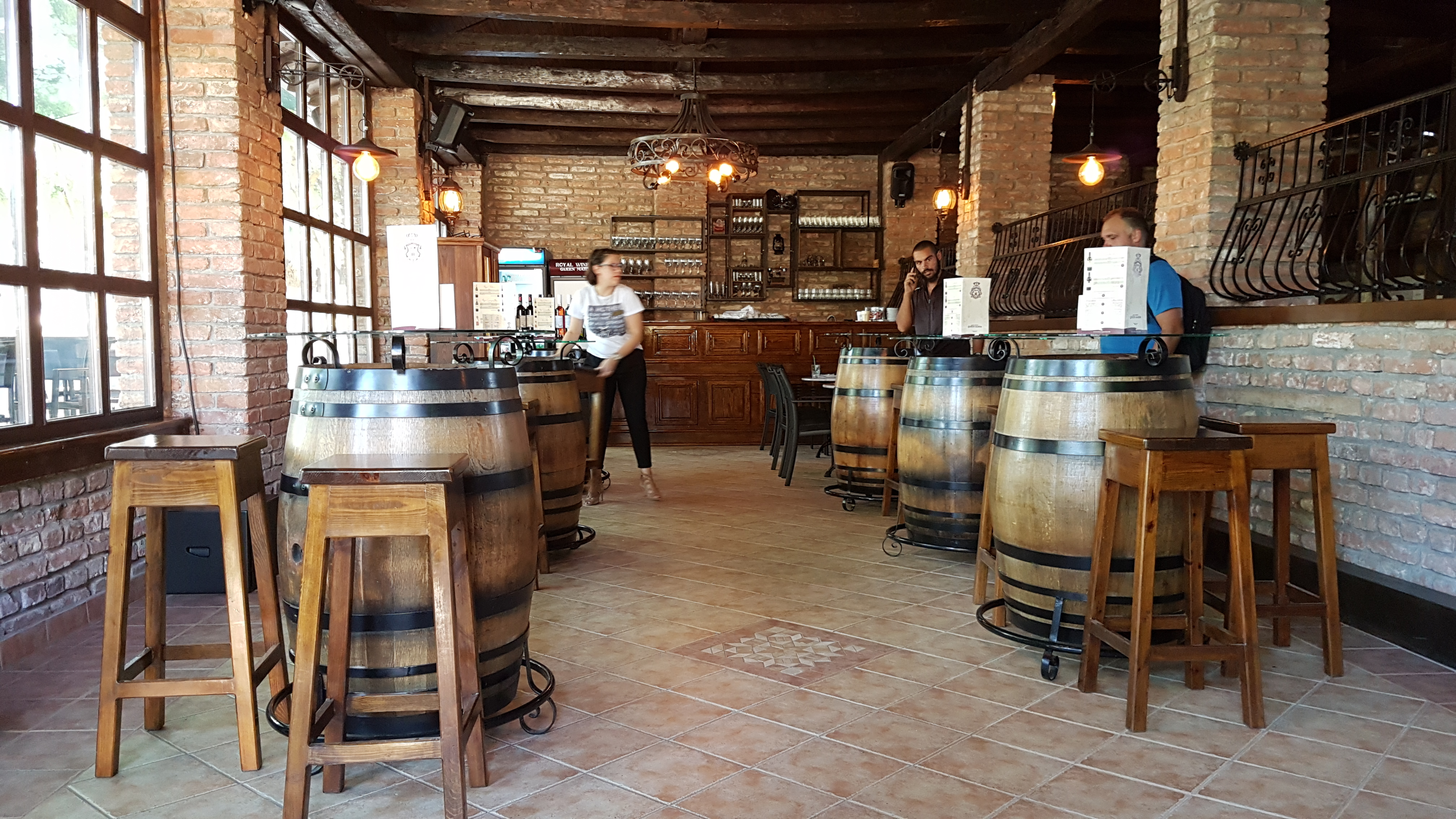
Дегустаційний зал